# Patogen
Un patogen (del grec πάθος pathos "sofriment, passió", i γἰγνομαι (γεν-) gignomai (gen-) "dono llum a"), agent patogen, agent infecciós o també germen, és un agent biològic que pot causar malalties o alteracions al seu hoste. I la capacitat d'un agent patogen de produir una malaltia s'anomena «patogenicitat».
Els principals mecanismes per mitjà dels quals els agent patògens originen malalties són de tres tipus: invasiu, toxigènic i immunopatològic
- En el mecanisme invasiu, que és el més freqüent, l'agent patogen entra en contacte amb les cèl·lules de l'hoste o hi penetra. En multiplicar-se al seu interior, causa la mort de les cèl·lules i de vegades també la seva.[4]
- En el mecanisme toxigènic, propi d'un nombre reduït de bacteris, l'agent patogen allibera toxines que maten les cèl·lules a distància o enzims que degraden els components dels teixits, danyen els vasos sanguinis i causen necrosi isquèmica.[5]
- En el mecanisme immunopatològic, la resposta immunitària de l'hoste, tot i anar originàriament dirigida contra l'agent infecciós, pot causar lesions més o menys greus en els teixits de l'hoste.[6]

Hi ha quatre vies que els microorganismes que infecten l'espècie humana fan servir per penetrar en el cos, a pesar de les seves defenses:
- La pell. Habitualment, els patògens n'aprofiten qualsevol mena de solució de continuïtat, i eludeixen la protecció de l'epiteli queratinitzat epidèrmic i la que proporciona la microbiota cutània normal.[8] En són un exemple les infeccions produïdes per les ferides de guerra.[9]
- El tracte gastrointestinal. L'àcid gàstric impedeix la supervivència de moltes formes microbianes[10] i l'intestí té mucositat, enzims pancreàtics i anticossos IgA que dificulten les infeccions.[11] En aquest cas, la contaminació fecal-oral o la ingesta d'aigua o d'aliments amb microorganismes patògens són les portes d'entrada més comunes a l'aparell digestiu i els patògens progressen fàcilment quan la immunitat d'aquest està alterada o desenvolupen alguna estratègia per debilitar-la.[12] Per exemple, l'ureasa alliberada per H. pylori.[13][14]
- L'aparell respiratori. Tant el sistema mucociliar com els macròfags alveolars[15] eliminen molts microbis inhalats. Per això, la infecció es produeix mitjançant l'atac de l'epiteli de revestiment de les vies aèries o evitant la fagocitosi macrofàgica gràcies a la inhibició de la biogènesi fagolisosomal, com fa Mycobacterium tuberculosis.[16]
- L'aparell urogenital. L'orina té una bona capacitat per arrastrar certs patògens provinents dels ronyons fora del cos i el baix pH vaginal des de la pubertat a la menopausa no és una condició adequada per al creixement de colònies microbianes. L'entrada de patògens quasi sempre té lloc a través de l'uretra i causen infeccions quan aconsegueixen crear els canvis epitelials necessaris per adherir-se fermament a les estructures d'aquest conducte i multiplicar el seu nombre, sobretot en les persones immunodeprimides.[17]

El terme «patogen» deriva del grec «allò que produeix patiment»". Hi ha diversos substrats i rutes pels quals un patogen pot envair un hoste; les rutes principals tenen escales de temps diferents, però la contaminació del sòl és la que té el potencial més llarg o persistent d'allotjar un patogen. La proporció de patògens al sòl mostra tendència a augmentar amb l'escalfament global.
El cos humà conté moltes defenses naturals en el seu sistema immunitari contra alguns dels patògens més comuns i un gran nombre de bacteris «útils» presents a la microbiota normal humana. Tanmateix, si el sistema immunitari o els bacteris «bons» queden danyats d'alguna manera (per exemple, a causa de la quimioteràpia o de l'ús d'antibiòtics per a eliminar altres patògens), els bacteris amb potencial patogènic poden proliferar i causar danys a l'hoste. Aquests casos reben el nom d'infeccions oportunistes.
Alguns patògens (com ara el bacteri Yersinia pestis, que pot transmetre la pesta negra a través de les puces, el virus de la variola vera o el protozou causant de la malària) han causat un nombre elevadíssim de víctimes i han tingut nombrosos efectes sobre els grups afectats. Alguns patògens notables en els temps actuals són el virus de la immunodeficiència humana (VIH), el virus de la grip i el SARS-CoV-2, causant de la covid-19. Tot i que s'han fet molts avenços mèdics per a defensar-se contra la infecció, mitjançant l'ús de vacunes, antibiòtics i fungicides, els patògens continuen amenaçant la vida humana. Avenços socials com ara la seguretat alimentària, la higiene i el tractament de l'aigua han reduït l'amenaça d'alguns patògens.
No tots els patògens són dolents. En entomologia, els patògens són una de les «tres P» (depredadors, parasitoides i patògens) que fan la funció de control biològic natural o introduït per a suprimir plagues d'artròpodes.
Els dos mecanismes bàsics de defensa contra els patògens que tenen les plantes són la resistència (la capacitat de l'hoste vegetal per limitar la multiplicació dels gèrmens lesius en ell) i la tolerància (la seva aptitud per reduir els efectes de la infecció independentment del nombre de microbis atacants).

## Tipus de patògens
Aquesta és una llista de diferents tipus de patògens notables segons les seves característiques estructurals, amb alguns dels seus efectes coneguts i previstos sobre l'hoste infectat.

### Bacteris patògens
Tot i que molts bacteris són inofensius o beneficiosos, com ara la gran majoria dels pertanyents a la microbiota intestinal, alguns bacteris patògens causen malalties infeccioses. La malaltia bacteriana més comuna és la tuberculosi, provocada pel bacteri Mycobacterium tuberculosis, que mata quasi dos milions de persones a l'any, principalment al Sud-est asiàtic i l'Àfrica subsahariana. Els bacteris són l'origen d'altres malalties globalment importants, com ara la pneumònia, que pot ser provocada per bacteris com ara Haemophilus, Streptococcus i Pseudomonas o d'algunes transmeses pels aliments, especialment les que causen certes espècies de Shigel·la, Escherichia coli, Campylobacter i Salmonella. Els bacteris patògens també poden causar infeccions com ara el tètanus, el tifus, la diftèria, la sífilis i la lepra. Els antibiòtics s'utilitzen per matar els agents infecciosos, però els fenòmens de resistència als antibiòtics han anat augmentat molt les darreres dècades.

### Virus patògens
Els virus patògens són principalment els de les famílies dels adenovírids, picornavírids, herpesvírids, hepadnavírids, flavivírids, retrovírids, ortomixovírids, paramixovírids, papovaviricetes, rabdovírids i togavírids. Alguns virus patògens notables causen la verola, la grip, la febre groga, la COVID-19, la febre de Zika, la parotiditis epidèmica, el xarampió, la varicel·la i la rubèola. El virus d'Ebola i el de Marburg, pertanyents a la família Filoviridae, són uns altres virus patògens que empren diverses i complexes vies per envair les cèl·lules hoste i causen una mortalitat molt alta.

### Viroides i virusoides
Els viroides i els virusoides són agents infectius que no estan classificats com a virus, ja que no tenen càpsida de proteïnes i infecten només plantes. La diferència entre un viroide i un virusoide és que el virusoide només pot infectar plantes que ja estiguin infectades per un virus.

### Prions
Els prions (PrP) són agents infecciosos formats fonamentalment per proteïnes. Es tracta de proteïnes mutades que tenen una estructura terciària alterada i que es comporten com organismes patògens. Alguns exemples de malalties causades per prions són la malaltia de les vaques boges (EEB), el kuru, l'insomni familiar letal, la malaltia de Gerstmann-Sträussler-Scheinker, la prionopatia variable sensible a proteases, l'scrapie i la malaltia de Creutzfeldt-Jakob.

### Fongs
Aquests microorganismes eucariotes tenen nucli i orgànuls units a la membrana. Sovint afecten persones, animals o plantes amb respostes immunitàries dèbils. Un exemple molt característic de la mena d'infeccions oportunistes que provoquen en els humans és el muguet oral originat per Candida albicans. Pneumocystis jiroveci causa una greu pneumònia en individus amb sida o que reben fàrmacs immunosupressors per tractar altres malalties. En els països desenvolupats, no és un fet inusual que la mucormicosi afecti individus diabètics no controlats, sotmesos a un trasplantament o amb neoplàsies hematològiques. Els fongs dermatòfits causen diverses infeccions de la pell, les ungles i el cabells.

### Protozous
Són els responsables de múltiples protozoosis, com la malària, la toxoplasmosi, la tripanosomosi africana, la malaltia de Chagas o la disenteria amèbica.

### Cucs
Majoritàriament, provoquen malalties parasitàries, entre les quals es poden destacar les helmintosis y les miasis (en aquest tipus de parasitosi, els cucs són larves de dípters que penetren en el cos de vertebrats, infestant persones o animals). Raríssimes vegades, en els humans una miasi s'acompanya d'una infecció d'importància associada a un patogen bacterià pertanyent a la mosca que produeix la malaltia.

### Algues
Hi ha poques espècies d'algues causants d'infeccions humanes. Entre elles: Prototheca wickerhamii, Prototheca zopfii, Shewanella putrefaciens i Shewanella algae.

## Potència patogènica
Una teoria sobre els patògens diu que, com més temps pugui sobreviure un patogen a l'exterior del cos, més perillós és per a l'hoste potencial. Per exemple, el virus de la verola pot sobreviure a l'exterior del cos humà durant aproximadament 885 dies. També és un dels virus patògens més letals, car la seva variant més virulenta (variola major) matava tres de cada deu persones que infectava. El bacteri de la tuberculosi mata una de cada cinc persones que infecta, però només sobreviu 244 dies a l'exterior de l'hoste. El virus de l'Ebola té uns efectes devastadors i nou de cada deu infectats moren, fet que acostuma a limitar l'expansió dels seus brots.
En els països que tenen estàndards sanitaris més elevats, els patògens no poden sobreviure tant de temps a l'exterior del cos. Això és considerat un estímul per a l'aparició de mutacions del patogen que el facin menys letal, car aquestes mutacions li permeten sobreviure dins de l'hoste durant períodes més llargs.
Els agents infecciosos poden ser emprats per eliminar espècies invasores i com armes biològiques. L'Institut Nacional d'Al·lèrgies i Malalties Infeccioses dels EUA els classifica en tres categories segons la seva capacitat potencial per causar danys entre la població:
- A: Són els més fàcils de disseminar, causen un gran pànic comunitari i causen xifres de morts elevades. Per exemple, Bacillus anthracis, Clostridium botulinum[82] i Yersinia pestis.
- B: Es disseminen menys fàcilment i tenen una morbiditat moderada i baixa aptitud letal. Entre ells, Vibrio cholerae, Clostridium perfringens[83] i diverses espècies de Brucella.
- C: Patògens emergents que poden ser manipulats deliberadament per aconseguir un contagi massiu. La llista inclou el virus de la ràbia, el virus Nipah i espècies de Coccidioides.[84]

## Transmissió dels patògens
Una de les rutes principals per les quals l'aigua o els aliments poden quedar contaminats és l'alliberament d'aigües residuals no tractades en una font d'aigua potable o en terres llaurables; això fa que la gent que menja o beu de fonts contaminades quedi infectada. L'any 1985, als països en desenvolupament gran part de les aigües residuals eren alliberades a l'ambient o en terres llaurables. Aquest problema encara no està resolt a les zones més pobres del planeta. Fins i tot als països desenvolupats es produeixen de tant en tant errors en els sistemes de depuració que causen un desbordament del clavegueram.
La globalització en general i l'augment de la mobilitat humana, especialment per mitjà dels viatges aeris, és avui dia la principal força impulsora que mou els patògens cap a zones on abans no tenien un nivell endèmic. Això ha fet que es desenvolupin models matemàtics per predir la dinàmica de transmissió dels agents infecciosos a través del transport i analitzar amb major eficàcia com influeix en les característiques que determinen l'aparició d'epidèmies.

## Exemples de patògens

### Principals patògens dels humans
- Mycobacterium tuberculosis.[90]
- Mycobacterium leprae.[91]
- Plasmodium falciparum.[92]
- Yersinia pestis.[93]
- Rickettsia prowazekii.[94]
- Salmonella enterica.[95]
- Bartonella spp.[96]
- Bordetella pertussis.[97]
- Virus de la grip espanyola.[98]

### Altres
- Còlera.[99]
- Staphylococcus aureus.[100]
- Neisseria gonorrhoeae.[101]
- Hepatitis A.
- Hepatitis C.
- Poliomielitis.[102]
- Rosèola infantil i la resta d'infeccions produïdes pel gènere Roseolovirus.[103]
- Dengue.[104]
- Rinovirus.[105]
- Rotavirus.[106]
- Ebola.[107]
- Virus de la immunodeficiència humana.[108]
- SARS-CoV-2.